# Svartsjön (Vilhelmina socken, Lappland, 720741-149111)
Svartsjön är en sjö i Vilhelmina kommun i Lappland och ingår i Ångermanälvens huvudavrinningsområde. Sjön har en area på 0,182 kvadratkilometer och ligger 610,2 meter över havet. Vid provfiske har elritsa, röding och öring fångats i sjön.

## Delavrinningsområde
Svartsjön ingår i det delavrinningsområde (720672-149125) som SMHI kallar för Utloppet av Svartsjön. Medelhöjden är 655 meter över havet och ytan är 1,45 kvadratkilometer. Räknas de 7 avrinningsområdena uppströms in blir den ackumulerade arean 5,94 kvadratkilometer. Vattendraget som avvattnar avrinningsområdet har biflödesordning 4, vilket innebär att vattnet flödar genom totalt 4 vattendrag innan det når havet efter 356 kilometer. Avrinningsområdet består mestadels av skog (47 procent), sankmarker (27 procent) och kalfjäll (13 procent). Avrinningsområdet har 0,18 kvadratkilometer vattenytor vilket ger det en sjöprocent på 12,6 procent.